# 포모르인

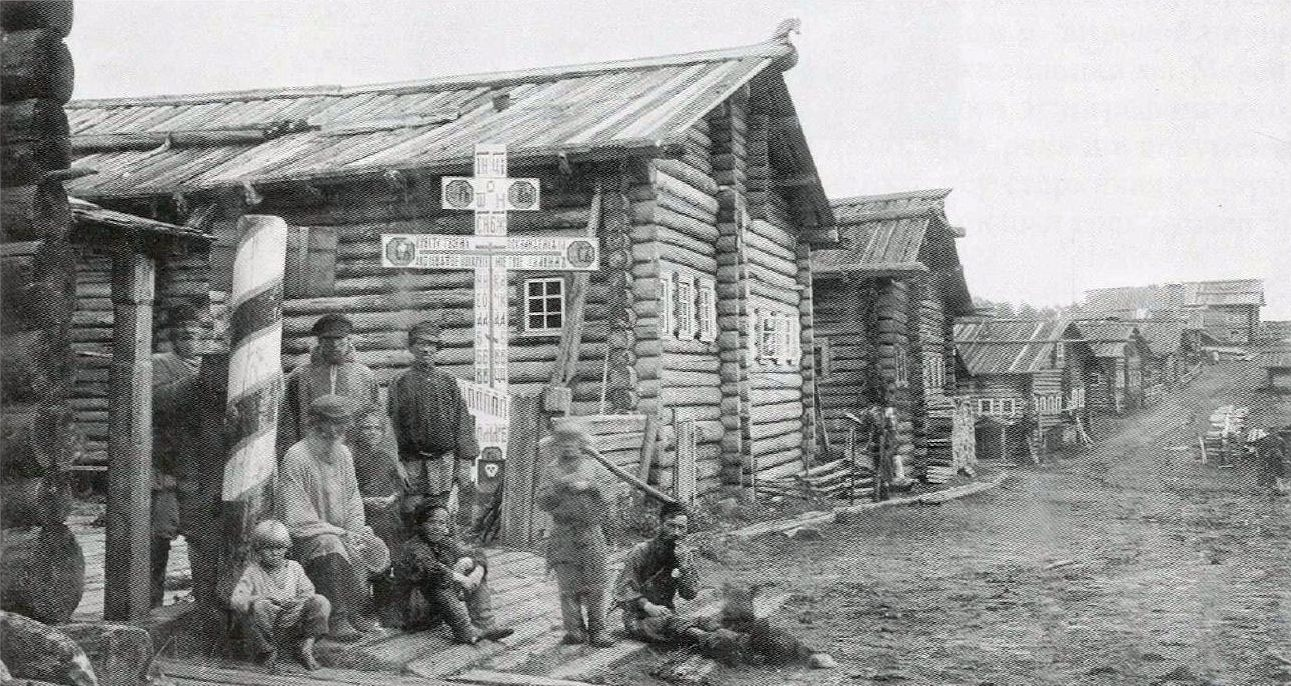
20세기 초엽의 포모리 촌락.

포모르인(러시아어: помо́ры 포모리[*])는 서북러시아 백해 연안에 사는 민족집단이다. 남러시아와 우크라이나의 카자크처럼, 혈통적으로는 러시아인과 차이가 없으나 독특한 생활방식으로 인해 소수민족처럼 된 경우에 속한다. 포모리라는 말은 “바닷가 사람”이라는 뜻이다.
이들은 12세기 무렵 노브고로드시에서 나온 탐험가들이 뱌르말란드 연안에 마을을 세우고 정착한 것을 그 기원으로 삼는다. 이들은 콜라를 중심지로 삼고 바렌츠 지방과 콜라반도, 노바야제믈랴 제도를 탐험하면서 들짐승을 사냥하고 고래를 포경하며 살았다. 툰드라 지대에서는 순록을 방목하기도 했다. 노르웨이를 상대로 교역하면서 러시아노르웨이어라는 피진 언어가 발생했으며, 이 언어는 1920년대까지 사용되었다. 지금도 서북러시아 북극해 해안에서는 포모리 방언이 사용된다.

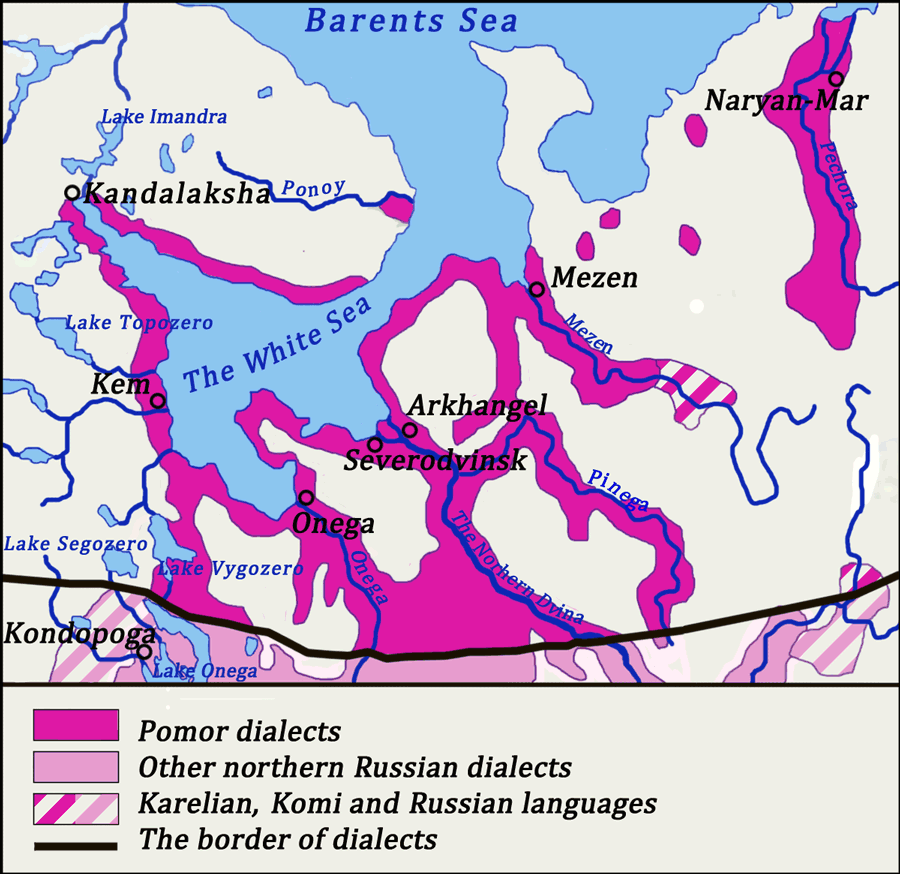
포모리 방언의 분포도.

15세기까지 포모리 정착지들은 노브고로드 공화국의 식민지로서 간주되었다. 16세기에 노브고로드 공화국이 모스크바 대공국에 합병되면서 포모리도 모스크바에 복속되었다. 17세기에 포모리는 22개 행정구역으로 나뉘었고, 인구 대부분이 자유농민으로 분류되었다. 스트로가노프 상인들과 수도원에서 일부 토지를 소유하기는 했으나 포모리 사이에는 대지주가 없었다. 포모리들은 어업과 소금제조업에 종사하며 살았다.
16세기 들어 이들 포모리는 아르항겔스크와 시베리아를 연결하는 북극해 항로를 개척했다. 우랄산맥 남쪽에서 동진한 카자크와 더불어 포모리는 러시아의 동방팽창의 첨병이었다. 코치라는 작은 배를 타고 북극해 연안을 따라 동진한 포모리들은 야말반도에 망가제야라는 정착지를 세우고 이곳에서 시베리아 원주민들과 모피를 교역했다. 17세기에 이미 한참 멀리 야쿠티야의 인디기르카강 삼각주에 루스코예우스트예를 세웠다.
19세기 말에 러시아 제국에서 나온 『브록하우스 에프론 백과사전』에서는 포모리를 별종의 소수민족이 아닌 대러시아인의 일종으로 분류했다. 2002년 러시아 연방에서 수행한 인구조사에서 포모리는 러시아인의 하위집단으로 분류되었으며, 6,571명이 자신이 포모리라고 대답했다. 그들 중 대부분이 아르한겔스크주(6,295명)와 무르만스크주(127명)에 산다고 답변했다.
대부분의 러시아인과 같이 포모리는 전통적으로 러시아 정교회를 신봉했다. 1917년 러시아 혁명 이전에는 대다수의 포모리가 고의식파였다.